# 1930年度の将棋界
1930年度の将棋界（1930ねんどのしょうぎかい）では、1930年（昭和5年）4月から1931年（昭和6年）3月の将棋界に関する出来事について記述する。

## できごと

### 1930年5月
- 22日 - 大阪朝日新聞が村上真一六段ら3名を迎い入れ、「全関西の合同成る」と報道。東京対坂田三吉派の対立が深まる[1]。

### 1930年10月
- 13日 - 高浜禎六段が死去。享年42歳[2]。

### 1931年1月
- 文藝春秋で土居市太郎八段と木村義雄八段の「土居八段・木村八段五番将棋」の連載が開始された[1][3]。

## 昇段・引退
| 昇段 | 棋士       | 昇段日 | 注    |
| ---- | ---------- | ------ | ----- |
| 四段 | 建部和歌夫 | 1930年 | [ 4 ] |
| 四段 | 市川一郎   | 1930年 | [ 5 ] |
| 五段 | 斎藤銀次郎 | 1930年 |       |